# Peel P50
A Peel P50 egy miniautó, amelyet a Man-szigeten található Peel Engineering Company készített 1962-től 1965-ig. A világ legkisebb autója. Együléses, egyajtós, három kerekű, és egy 193 centiméternél magasabb ember nem nagyon férne bele.

## Műszaki adatok

### Sebességváltó
3 sebességes kézi váltóval rendelkezik. Hátramenete nincs, ezért így nehéznek bizonyul a szoros helyzetekben a manőverezés (vagyis marad az a rendszer, amikor az autót kézzel kell elfordítani).

## Fordítás
Ez a szócikk részben vagy egészben  a   Peel P50 című angol Wikipédia-szócikk fordításán alapul.  Az eredeti cikk szerkesztőit annak laptörténete sorolja fel. Ez a jelzés csupán a megfogalmazás eredetét és a szerzői jogokat jelzi, nem szolgál a cikkben szereplő információk forrásmegjelöléseként.